# Pharyngochromis
Genre
Pharyngochromis est un genre de poissons de la famille des Cichlidae.

## Liste des espèces
Selon FishBase (25 janv. 2017) :
- Pharyngochromis acuticeps (Steindachner, 1866)
- Pharyngochromis darlingi (Boulenger, 1911)